# Sri-lankische Badmintonmeisterschaft 2010
Die Sri-lankische Badmintonmeisterschaft 2010 fand erst im Januar 2011 in Colombo statt. Es war die 58. Austragung der nationalen Titelkämpfe im Badminton in Sri Lanka.

## Austragungsort
- Royal College Sports Complex, Colombo

## Finalergebnisse
| Disziplin    | Sieger                                                  | Finalist                                     | Ergebnis            |
| ------------ | ------------------------------------------------------- | -------------------------------------------- | ------------------- |
| Herreneinzel | Dinuka Karunaratne                                      | Eranga Fernando                              | 21-14, 21-7         |
| Dameneinzel  | Achini Ratnasiri                                        | Chandrika de Silva                           | 21-12, 23-21        |
| Herrendoppel | Kasun Madusanka Rathnayakesenaratge Nuwan Hettiarachchi | Hasitha Chanaka Rajitha Sandeepana Dhanayaka | 21-18, 18-21, 21-17 |
| Damendoppel  | Achini Ratnasiri Upuli Weerasinghe                      | Amali Amarasinghe Nadeesha Gayanthi          | 21-13, 21-6         |
| Mixed        | Lasitha Menaka Chandrika de Silva                       | Nuwan Hettiarachchi Achini Ratnasiri         | 11-21, 21-16, 21-17 |